# Erioneura fuscipennis
Erioneura fuscipennis är en tvåvingeart som först beskrevs av Christian Rudolph Wilhelm Wiedemann 1828.  Erioneura fuscipennis ingår i släktet Erioneura och familjen bromsar. Inga underarter finns listade i Catalogue of Life.